# Gustavus Franklin Swift
Gustavus Franklin Swift (Sagamore, 24 giugno 1839 – Lake Forest, 29 marzo 1903) è stato un imprenditore statunitense, fondatore di Swift & Company, un impero di confezionamento di carne del Midwest alla fine del XIX secolo, che ha presieduto fino alla sua morte. È accreditato dello sviluppo di carri merci refrigerati che hanno permesso alla sua azienda di spedire carne in tutte le parti del paese e persino all'estero, inaugurando "l'era della carne a buon mercato".

## Biografia
Nato a Sagamore, una piccola città del Massachusetts, Swift è stato un pioniere nell'uso di sottoprodotti di origine animale per sapone, colla, fertilizzanti e vari tipi di prodotti medici.
Swift ha donato ingenti somme di denaro a istituzioni come l'Università di Chicago, la Chiesa episcopale metodista e la Young Men's Christian Association (YMCA). Ha fondato la Northwestern University, "The Oratory School" in memoria di sua figlia, Annie Mai Swift, che morì mentre era studentessa.
Quando morì nel 1903, le vendite della sua azienda furono stimate tra $ 125 milioni e $ 135 milioni. House Swift abbatte fino a due milioni di bovini, quattro milioni di maiali e due milioni di pecore all'anno. Tre anni dopo la sua morte, il valore del capitale sociale della società ha superato i 250 milioni di dollari.
Swift morì a Lake Forest, un sobborgo a nord di Chicago, e fu sepolto con la sua famiglia nel Mount Hope Cemetery di Chicago, Illinois.